# 石子河之战
石子河之战，617年（隋炀帝大业十三年），瓦岗军夺取洛口仓后，在石子河（今河南巩县东）东南击败隋军东西两面夹攻的伏击战。
617年二月越王杨侗派虎贲郎将刘长恭、光禄少卿房崱为帅，带领步骑二万五千人征讨瓦岗军。当初，东都洛阳的官宦子弟都以为瓦岗军是一群乌合之众，容易攻破，纷纷应募争功。奉诏的官兵衣着整齐，武器精良，军容倒也盛大。刘长恭率兵在前，派河南讨捕大使裴仁基等率本部人马从汜水（今河南荥阳西北）出发，东西两面夹击瓦岗军。约定十一日在洛口仓城南会战。隋军的作战计划，被翟让、李密获知。从东都来的兵卒先到达作战区，士兵还没吃早饭，刘长恭便让他们渡洛水一字排开，列阵石子河西，南北相接十余里，翟让、李密便选精兵分十队，令四队埋伏在横岭（今河南巩县东）下阻击裴仁基部，派六队列阵石子河东。刘长恭见瓦岗军人少，于是轻视。翟让先与隋军接战。正当双方胶着之时，李密率领大队人马横冲敌阵。隋兵又饿又累，败退逃散。刘长恭等解衣潜逃，保住性命，奔还东都，部属死者十之五六。翟让和李密全部收缴隋军丢弃的铠甲，威声大振。裴仁基不敢前进，屯兵百花谷（今河南巩县东南），固垒自守。